# Kolbasov
Kolbasov (bis 1927 slowakisch „Kolbásov“; ungarisch Végaszó – bis 1907 und 1939–1945 Kolbaszó, älter auch Kolbászó) ist eine Gemeinde im Okres Snina (Prešovský kraj) im äußersten Osten der Slowakei mit 61 Einwohnern (Stand 31. Dezember 2024) in der traditionellen Landschaft Zemplín.

## Geographie
Die Gemeinde befindet sich im Gebirge Bukovské vrchy, am Oberlauf des kleinen Flusses Ulička im Einzugsgebiet des Usch. Das Ortszentrum liegt auf einer Höhe von 312 m n.m. und ist 26 Kilometer von Snina entfernt (Straßenentfernung).
Nachbargemeinden sind Topoľa im Nordwesten und Norden, Ruský Potok im Nordosten, Uličské Krivé im Osten, Ulič im Südosten und Süden, Klenová im Südwesten, Kalná Roztoka im Südwesten und Westen und über einen Berührungspunkt Stakčínska Roztoka im Westen.

## Geschichte

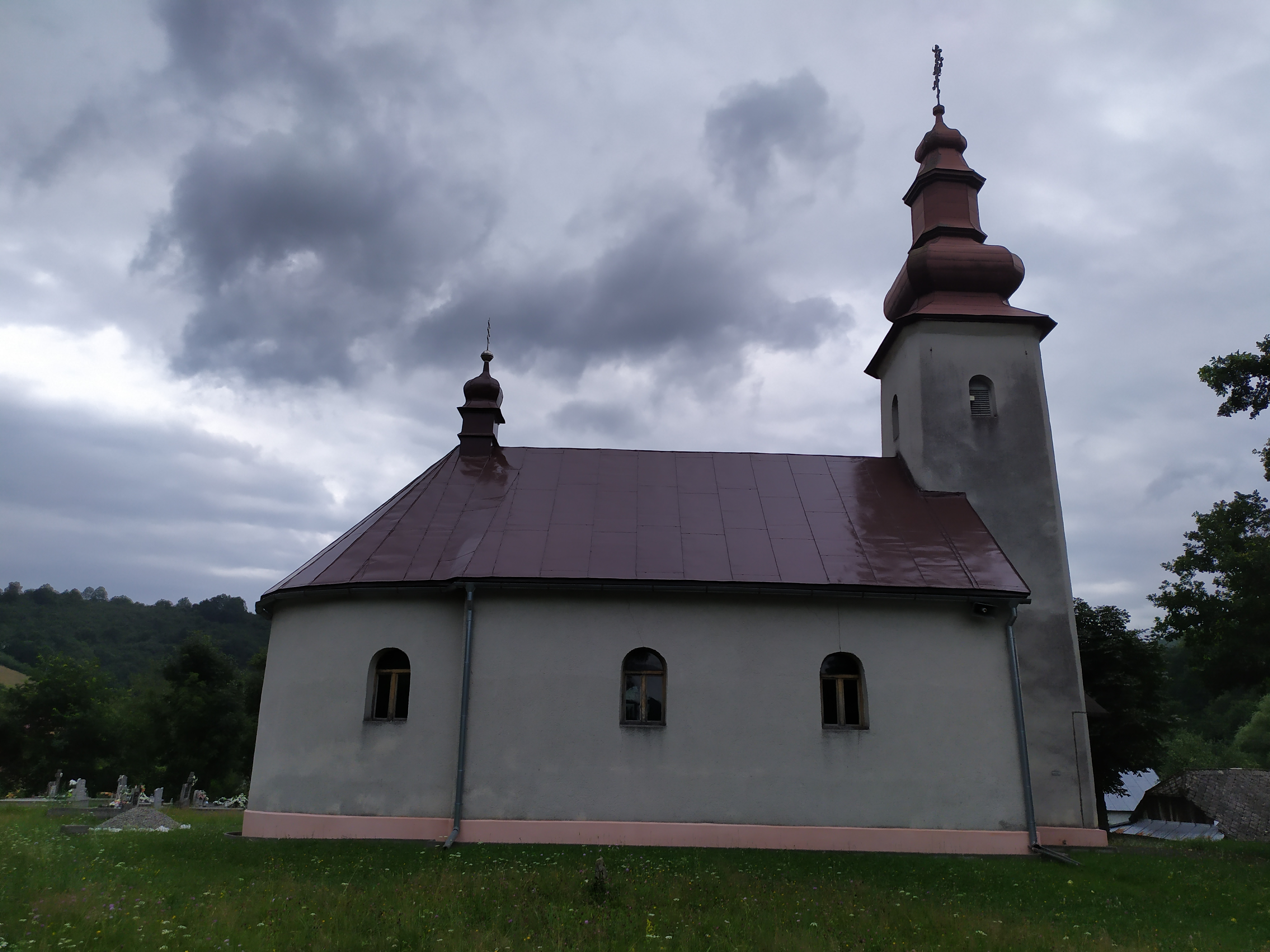
Kirche im Ort

Kolbasov wurde zum ersten Mal 1548 als Kolbasa, Kolbazo schriftlich erwähnt, weitere historische Bezeichnungen sind unter anderen Kolbaso (1773) und Kolbásow (1808). Das Dorf war Teil der Drugeth'schen Herrschaft von Humenné, im 17. Jahrhundert gehörte es der Herrschaft von Stropkov, im späten 18. Jahrhundert der Kammer und ab 1830 der Eperieser Eparchie. 1720 gab es eine Mühle und acht bewohnte Haushalte. 1787 hatte die Ortschaft 34 Häuser und 184 Einwohner, 1828 zählte man 40 Häuser und 300 Einwohner, die als Hirten, Waldarbeiter und Saisonarbeiter tätig waren.  
Bis 1918 gehörte der im Komitat Semplin liegende Ort zum Königreich Ungarn und kam danach zur Tschechoslowakei beziehungsweise heute Slowakei. Nach 1918 waren die Einwohner in traditionellen Einnahmequellen beschäftigt, dazu arbeitete eine Dampfsäge im Ort. Als Folge des Slowakisch-Ungarischen Kriegs war der Ort von 1939 bis 1944 noch einmal Teil Ungarns. Nach dem Ende des Zweiten Weltkriegs töteten am 6. Dezember 1945 Soldaten der Ukrainischen Aufstandsarmee (in der Tschechoslowakei häufig Banderovci genannt) 11 Juden im Ort. Ein Teil der Einwohner pendelte zur Arbeit in Industriebetriebe in der Umgebung, andere arbeiteten als privat organisierte Landwirte.

## Bevölkerung
| Jahr                | 1994 | 2004     | 2014     | 2024     |
| ------------------- | ---- | -------- | -------- | -------- |
| Anzahl der Personen | 179  | 117      | 85       | 61       |
| Unterschied         |      | −34,63 % | −27,35 % | −28,23 % |

| Jahr                | 2023 | 2024    |
| ------------------- | ---- | ------- |
| Anzahl der Personen | 62   | 61      |
| Unterschied         |      | −1,61 % |

Nach der Volkszählung 2011 wohnten in Kolbasov 90 Einwohner, davon 56 Slowaken und 33 Russinen. Ein Einwohner machte keine Angabe zur Ethnie. 
77 Einwohner bekannten sich zur griechisch-katholischen Kirche, sechs Einwohner zur orthodoxen Kirche und fünf Einwohner zur römisch-katholischen Kirche. Ein Einwohner war konfessionslos und bei einem Einwohner wurde die Konfession nicht ermittelt.

## Bauwerke

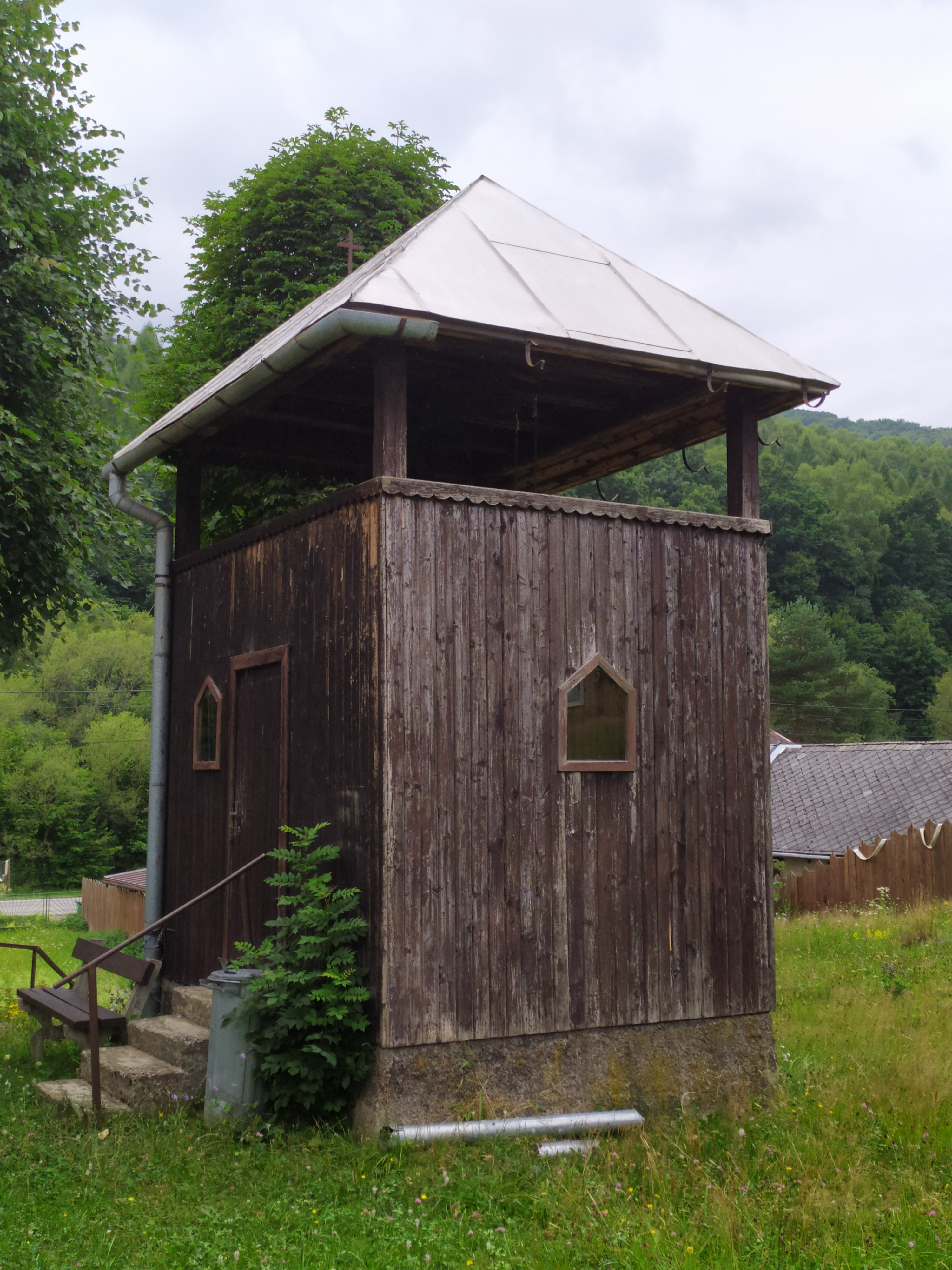
Holzglockenturm

- griechisch-katholische Kirche der Drei Hierarchen im neobarocken Stil aus dem Jahr 1880[6]
- Holzglockenturm

## Verkehr
Durch Kolbasov passiert die Cesta II. triedy 558 („Straße 2. Ordnung“) von Stakčín nach Ulič. Der nächste Bahnanschluss ist in Stakčín an der Bahnstrecke Humenné–Stakčín.